# Залісся (Підкамінська селищна громада)
Залі́сся — село в Україні, у Золочівському районі Львівської області. Населення становить 90 осіб. Орган місцевого самоврядування — Підкамінська селищна рада.
Село відновлене у 1989 році.

## Населення

### Мова
Розподіл населення за рідною мовою за даними перепису 2001 року:
| Мова       | Відсоток |
| ---------- | -------- |
| українська | 100%     |